# 黑斯巴赫河
50°57′31.81″N 7°59′13.00″E / 50.9588361°N 7.9869444°E
黑斯巴赫河（德語：Heesbach），是德國的河流，位於該國西部，處於北萊茵-威斯特法倫州，屬於利特費河的右支流，河道全長5.8公里，流域面積12.4平方公里。